# Dziś już wiem
Dziś już wiem – dziewiąty album studyjny polskiej wokalistki Urszuli, wydany w kwietniu 2010 roku.
Płyta dotarła do 7. miejsca listy OLiS w Polsce. W lipcu 2010 roku album został nominowany do nagrody Superjedynki w kategorii „Płyta pop”.
Album uzyskał status złotej płyty.
12 września 2005 roku ukazał się pierwszy singiel „Dziś już wiem”. Do piosenki został zrealizowany również teledysk. Utwór „Dziś już wiem” w czerwcu 2006 roku znalazł się w pierwszej trójce konkursu Superjedynki w kategorii „Przebój roku”. 
Kolejny singiel zatytułowany „Wstaje nowy dzień” premierę radiową miał 5 czerwca 2009 roku. Trzeci singiel pt. „Każdy z nas ma” ukazał się 1 marca 2010 roku. Teledysk do utworu został nakręcony w warszawskim Teatrze Komedia.
Album Dziś już wiem ukazał się 9 kwietnia 2010 roku nakładem wytwórni muzycznej Magic Records. 11 czerwca ukazał się czwarty singiel z albumu, „Skaczę na dach”.
6 sierpnia album został wydany w formie Flash Music, jako pierwsze polskie wydawnictwo. 29 października ukazała się reedycja albumu z dołączoną płytą DVD zawierającą teledyski Urszuli z lat 1982-2010. Reedycję promował singiel „Ten drugi”, którego premiera odbyła się 5 listopada. Teledysk do utworu powstał w Weronie.

## Lista utworów
CD
1. Ten drugi (muz. J. Ell / J. Ramström / P. Magnusson / M. Tysper / N. Kings / N. Bergwall / sł. B. Kozidrak)
2. Każdy z nas ma (muz. M. Cupas / sł. U. Kasprzak / G. Walczak)
3. Dziś już wiem (muz. Ł. Pilch / sł. U. Kasprzak)
4. Skaczę na dach (muz. Martin Brammer / Nick Nice / Pontus Soderqvist / sł. U. Kasprzak / M. Winogrodzki. © Imagen London Ltd. / Imagen CV / Schubert Music Publishing)
5. Zostawiaj mi (muz. S. Piekarek / sł. K. Jaryczewski)
6. Blues mimo to (muz. S. Piekarek / sł. U. Kasprzak)
7. A kiedy (muz. J. Kidawa / sł. U. Kasprzak)
8. Bajka (muz. M. Trojanowicz / sł. G. Walczak)
9. Kayla (muz. A. Petraglia / N. Followill / C. Followill / sł. L. Staniec. © Bug Music Inc. / Schubert Music Publishing)
10. Wstaje nowy dzień (muz. S. Zybowski / U. Kasprzak / sł. U. Kasprzak)
11. Dziś już wiem (Remix) (muz. Ł. Pilch / sł. U. Kasprzak)

DVD
1. Fatamorgana (TVP 1982)
2. Dmuchawce latawce wiatr (TVP 1983)
3. Totalna hipnoza (TVP 1984)
4. Niebo dla Ciebie (Zic Zac 1996)
5. Ja płaczę (Zic Zac 1996)
6. Na sen (Zic Zac 1996)
7. Coraz mniej (Zic Zac 1997)
8. Dmuchawce latawce wiatr (wersja koncertowa) (Zic Zac 1997)
9. Żegnaj więc (Zic Zac 1998)
10. Anioł wie (Zic Zac 1998)
11. Progress (Zic Zac 2001)
12. Klub samotnych serc (Zic Zac 2001)
13. Piesek twist (Zic Zac 2001)
14. To co było raz (BMG 2002)
15. Dziś już wiem (Magic Records 2010)
16. Każdy z nas ma (Magic Records 2010)
17. Ten drugi (Magic Records 2010)

## Listy przebojów
| Rok  | Tytuł               | Pozycja na liście | Pozycja na liście | Pozycja na liście | Pozycja na liście | Pozycja na liście | Pozycja na liście | Pozycja na liście | Pozycja na liście | Pozycja na liście |
| Rok  | Tytuł               | Radio Zet         | RMF FM            | Radio Wawa        | RDC               | LPRZP             | LP3               | SLiP              | PRL               |                   |
| ---- | ------------------- | ----------------- | ----------------- | ----------------- | ----------------- | ----------------- | ----------------- | ----------------- | ----------------- | ----------------- |
| 2005 | „Dziś już wiem”     | 1                 | 1                 | 1                 | 1                 | –                 | 23                | 13                | –                 |                   |
| 2009 | „Wstaje nowy dzień” | 11                | 4                 | 3                 | 14                | –                 | –                 | –                 | 1                 |                   |
| 2010 | „Każdy z nas ma”    | 20                | –                 | 1                 | 1                 | 8                 | –                 | –                 | 1                 |                   |
| 2010 | „Skaczę na dach”    | 16                | 2                 | 6                 | 7                 | 3                 | –                 | –                 | –                 |                   |
| 2010 | „Ten drugi”         | –                 | 7                 | –                 | 5                 | 10                | –                 | –                 | 22                |                   |

## Teledyski
- „Dziś już wiem” – 2005
- „Każdy z nas ma” – 2010
- „Ten drugi” – 2010

## Twórcy
Urszula – wokal, chórki
Maciek Gładysz – gitary, instrumenty klawiszowe, programowanie (1, 2, 4, 5, 6, 7, 8, 9, 10)
Sławek Kosiński  – gitary (1, 4, 7, 9)
Piotr Mędrzak – gitara (1)
Michał Burzymowski – bas (1, 2, 4, 5, 6, 7, 8, 9, 10)
Krzysztof Poliński  – perkusja (1, 2, 4, 5, 6, 7, 9, 10)
 Łukasz Sztaba  – instrumenty klawiszowe (1, 2, 7, 10)
Marcin Trojanowicz  – instrumenty klawiszowe, programowanie (8)
Sebastian Piekarek – gitara, slide, sitar (5, 6)
Maciek Winogrodzki  – chórki (9)
Iwona Zasuwa – chórki (3, 11)
Łukasz Pilch – gitary, bas, programowanie (3, 11)
Paulina Mońko – skrzypce (3, 11)
Michał Dąbrówka – perkusja, programowanie (3, 11)
Krzysztof Pszona – instrumenty klawiszowe, programowanie (3, 5, 6, 9, 11)
Michał „Fox” Król – moog (4, 6)
Krzysztof „Jary” Jaryczewski – harmonijka (5, 6)
Andrzej Rajski – loop zwr (10)

Produkcja muzyczna:
Maciek Gładysz (1, 2, 4, 5, 6, 7, 8, 9, 10)
Krzysztof Pszona (3, 11)

Aranżacja:
Maciek Gładysz (1, 2, 4, 5, 6, 7, 8, 9, 10)
Marcin Trojanowicz (8)
Krzysztof Pszona (3, 11)

Realizacja bębnów (Studio Elektra):
Adam Toczko (1, 2, 4, 5, 6, 7, 8, 9, 10)

Realizacja gitar (Studio Vega):
Marcin Lampkowski (2, 7, 8, 10)
Adam Toczko (1)
Przemek Mamot (4, 5, 6, 9)
Maciek Gładysz (1, 2, 7, 8, 10)
Łukasz Pilch i Krzysztof Pszona (3, 11)

Realizacja wokali (Studio Vega):
Maciek Gładysz (1, 2, 4, 5, 6, 7, 8, 9, 10)
Krzysztof Pszona (3, 11)

Mixy:
Adam Toczko - Studio Elektra (1, 2, 4, 5, 6, 7, 8, 9, 10)
Krzysztof Pszona - Studio Kayax (3, 11)

Mastering:
Grzegorz Piwkowski - High And Audio (1, 2, 4, 5, 6, 7, 8, 9, 10)
Jacek Gawłowski – JG Master Lab (3, 11)

Zdjęcia: Zuza Krajewska / Bartek Wieczorek

Management Impres JOT
Julita Janicka - manager: janicka@impresjot.pl
Krzysztof Kieliszkiewicz - koncerty: kieliszkiewicz@impresjot.pl